# Foilboard

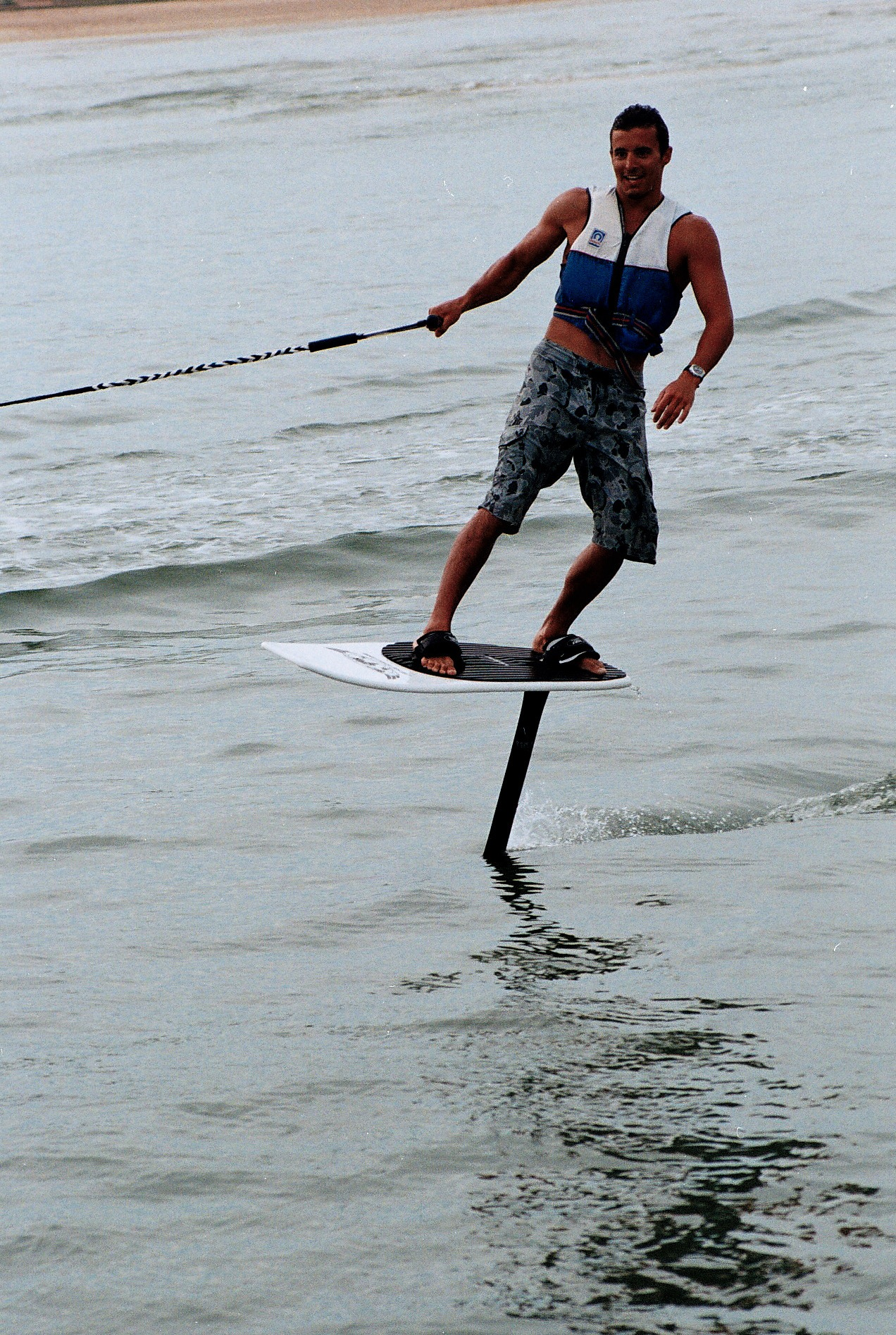
Hydrofoil-wakeboarding

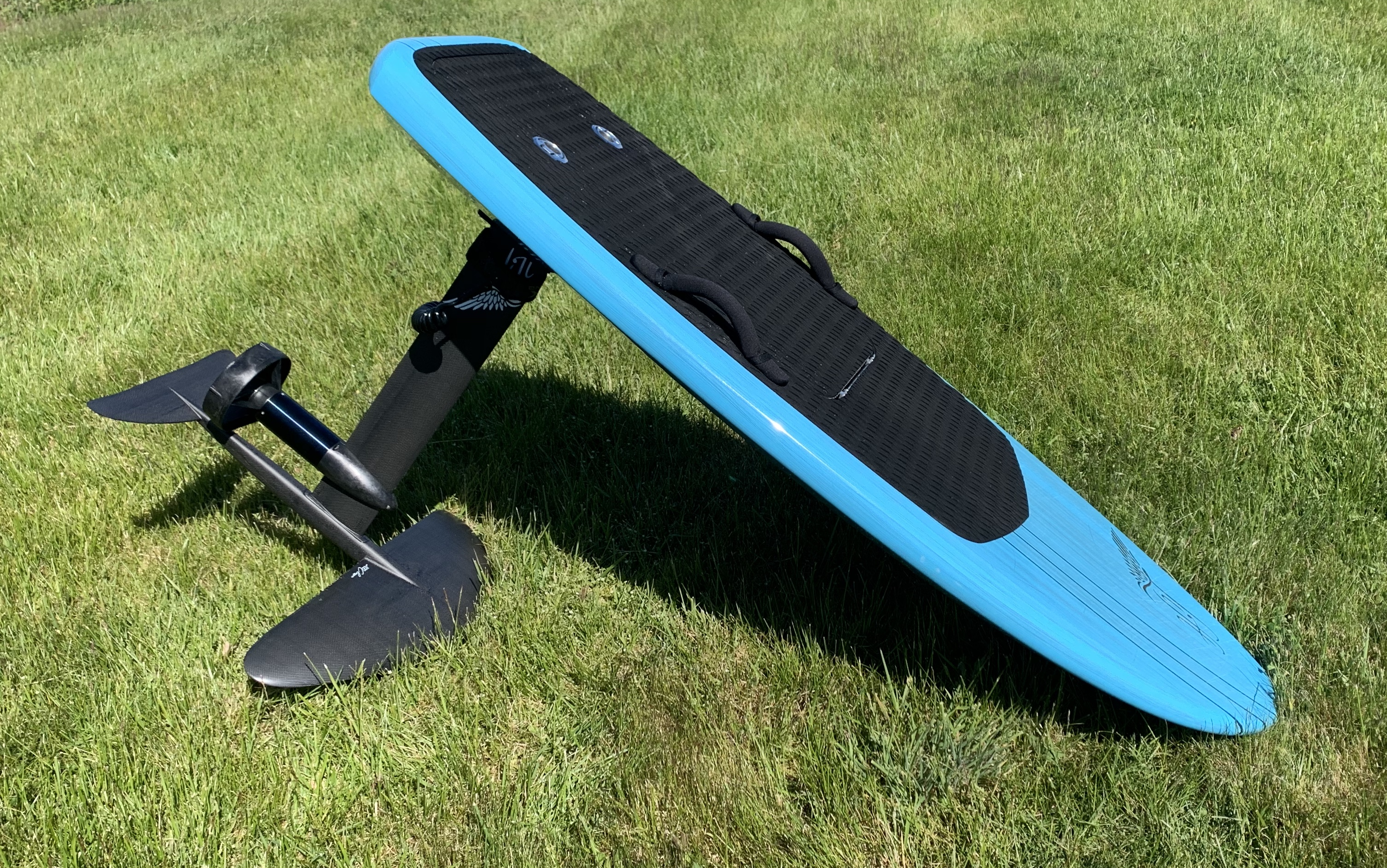
Electric Hydrofoil-surfplank

Een foilboard of hydrofoilboard is een surfplank met een hydrofoil onder de plank. Een hydrofoil is een constructie zoals bij een draagvleugelboot, waarbij de plank uit het water gelift wordt zodra het snelheid maakt.
Met een foilboard worden schokken op het water geminimaliseerd en kan je scherper aan de wind varen. Als gevolg van de steeds betere ontwerpen kan een foilboard alsmaar langer en met minder energie gelift blijven.

## Gebruik
Surfen met een foilboard wordt ook wel "foilen" genoemd. Foilen impliceert het plaatsen van een hydrofoil onder een plank en kan dus naar meerdere watersporten verwijzen waarbij dit principe toegepast wordt:
- Windfoilen
- Kitefoilen
- Wingfoilen
- Surffoilen
- SUP-foilen
- Elektrisch foilen of e-foilen
- Hydrofoilwakeboarden
- Hydrofoilwaterskiën

Bij windfoilen gebruikt de surfer een windsurfzeil om snelheid te maken en het board te liften, bij kitefoilen een kite, bij wingfoilen een wing (of vleugel) en bij elektrisch foilen wordt het board door een elektrische motor voortgestuwd. Bij golfsurfen met een foilboard wordt het board gelift door de snelheid en de stuurtechniek van de surfer in de golven. SUP-foilen is een variant op het golffoilen waarbij je door middel van een peddel naar buiten vaart en bij het afrijden van de golf de peddel gebruikt om snelheid te maken.

## Geschiedenis
De Amerikaanse golfsurfer Laird Hamilton was een belangrijk figuur bij de ontwikkeling van het foilboard. Hij ontdekte bij het tow-in surfing het liftend vermogen van een foilboard door de energie die vrijkomt zodra een golfsurfer door een jetski voortgetrokken werd. De surfer benut de kinetische energie die veroorzaakt wordt door de kracht van de golf om het board uit het water te liften.
De Australiër Brett Curtis bouwde een eerste board met draagvleugelsysteem in 2009, een paipo of kort bodyboard. Hij plaatste de foto's op online surfforums van een vriend die de boards testte in 2013. Kai Lenny is degene die 3 jaar later het foilboard bekend maakte bij het golfsurfen. In 2017 introduceerde Lift Foils, een klein bedrijf in Puerto Rico, het eerste commerciële elektrische foilboard.